# Sicut Cervus
«Sicut Cervus»— título original en inglés y español es el sexto episodio de la segunda temporada de la serie de televisión posapocalíptica y de horror Fear the Walking Dead. El guion estuvo firmado por Brian Buckner y Kate Dennis dirigió el episodio, que se emitió por AMC el 15 de mayo de 2016 en los Estados Unidos y en Latinoamérica.

## Trama
Strand hace arreglos para el pago al ejército mexicano por un paso seguro, pero se produce un tiroteo que deja a dos oficiales y a Luis, el contacto de Strand, muertos. Mientras camina hacia el complejo, el grupo es atacado por los muertos y Madison es arrojada al suelo mientras Chris se queda mirando, lo que Alicia ve, antes de matar al atacante de Madison. El grupo llega al complejo, y son recibidos por la madre de Luis, Celia, quien les dice que pueden quedarse pero que deben dejar sus armas afuera. Strand descubre que Thomas ha sido mordido y está muriendo. Alicia le cuenta a Chris lo que vio sobre el ataque de Madison. Nick y Celia forman un vínculo y ella le habla sobre su visión de los muertos y le dice que es solo un nuevo comienzo, no el final. Madison, ahora consciente de lo que hizo Chris, le dice a Travis que cree que no está bien. Discuten sobre su incapacidad para querer ayudar a Chris, cuando Travis siempre estaba dispuesto a ayudar a Nick. Daniel descubre que Celia mantiene a los familiares muertos del complejo en el sótano. Madison decide acostarse con Alicia esa noche para brindarles consuelo y un disparo los despierta para encontrar a Chris parado sobre ellos, sosteniendo un cuchillo y lo persiguen fuera de la habitación. Strand le dispara a Thomas en la cabeza.

## Recepción
"Sicut Cervus" recibió críticas en su mayoría positivas de los críticos. En Rotten Tomatoes, obtuvo una calificación de 85%, con un puntaje promedio de 6.48 / 10 basado en 13 comentarios. El consenso del sitio dice: "" Sicut Cervus "ofrece mucha acción, drama y misterio, pero es el enfoque en la dinámica familiar, y un cambio de escenario, lo que saca lo mejor del episodio".
Matt Fowler de IGN le dio a "Sicut Cervus" una calificación de 7.4/10.0 indicando; "" Sicut Cervus" nos llevó a un lugar nuevo y fresco lleno de posibilidades. Y mientras el programa comenzó a adoptar una postura más dura sobre los actos cobardes y enojados de Chris, incluso lo empujó más por ese camino, fue obstaculizado por un nuevo personaje que recordaba demasiado la trama de la segunda temporada en The Walking Dead."

### Audiencia
"Sicut Cervus" fue visto por 4.49 millones de televidentes en los Estados Unidos durante su fecha de emisión original, ligeramente por encima del episodio anterior en una calificación de 4.41 millones.